# Ulica Kamienne Schodki w Warszawie
Ulica Kamienne Schodki – ulica na Starym Mieście, w dzielnicy Śródmieście w Warszawie.

## Historia
Wyłożona kamiennymi stopniami uliczka biegnie od ul. Krzywe Koło do ul. Brzozowej (górny, starszy odcinek) i dalej, z przesunięciem osi do ul. Bugaj (dolny odcinek, zabudowany w XVIII wieku). Łączy wyżej położoną część Starego Miasta z niżej położonym terenem nad Wisłą. Pierwsza wzmianka o ulicy pochodzi z 1527 roku Kamienne Schodki dawniej prowadziły do Furty Białej, znajdującej się w murach obronnych miasta, a dalej do Wisły. Ulica była wykorzystywana do noszenia wody z rzeki.
W XVII wieku nazywana była Na Schodkach, w XVIII wieku Schodki, a od końca XVIII wieku Kamienne Schodki (co miało być podkreśleniem zastąpienia drewnianych stopni kamiennymi). Nazywano ja także: Przechodnią, Ciasną lub Pieszą.
W grudniu 1806 roku z ulicy Kamienne Schodki Napoleon Bonaparte w towarzystwie księcia Józefa Poniatowskiego oglądał Wisłę. Ulica zabudowana była dwoma domami i kamienicą. W XIX i XX wieku stanowiła miejsce, które często odwiedzali artyści.
Zniszczone podczas II wojny światowej budynki w części odbudowano (1952–1962). Rozluźniono wówczas zabudowę pomiędzy ulicami Brzozową a Bugaj. Podczas prac remontowych natrafiono m.in. na fundamenty kamienicy z XVIII wieku oraz stary rynsztok. Współcześnie pierzeje ulicy są bocznymi elewacjami kamienic pod adresami: Rynek Starego Miasta 26, ul. Krzywe Koło 2 oraz ul. Brzozowa 29.
W 2002 roku przeprowadzono remont ulicy między ulicami Brzozową a Bugaj. 78 stopni schodów wymieniono na nowe, wykonane z szarego granitu. Wymieniono też drewniane poręcze, żelazne kraty, furtki oraz w niektórych miejscach mur oporowy wzdłuż ulicy (część muru wzmocniono). Dodatkowo mur obłożono jasnymi płytami piaskowca.
Jest najwęższą ulicą w Warszawie (1,6 m w dolnym odcinku).

## Galeria

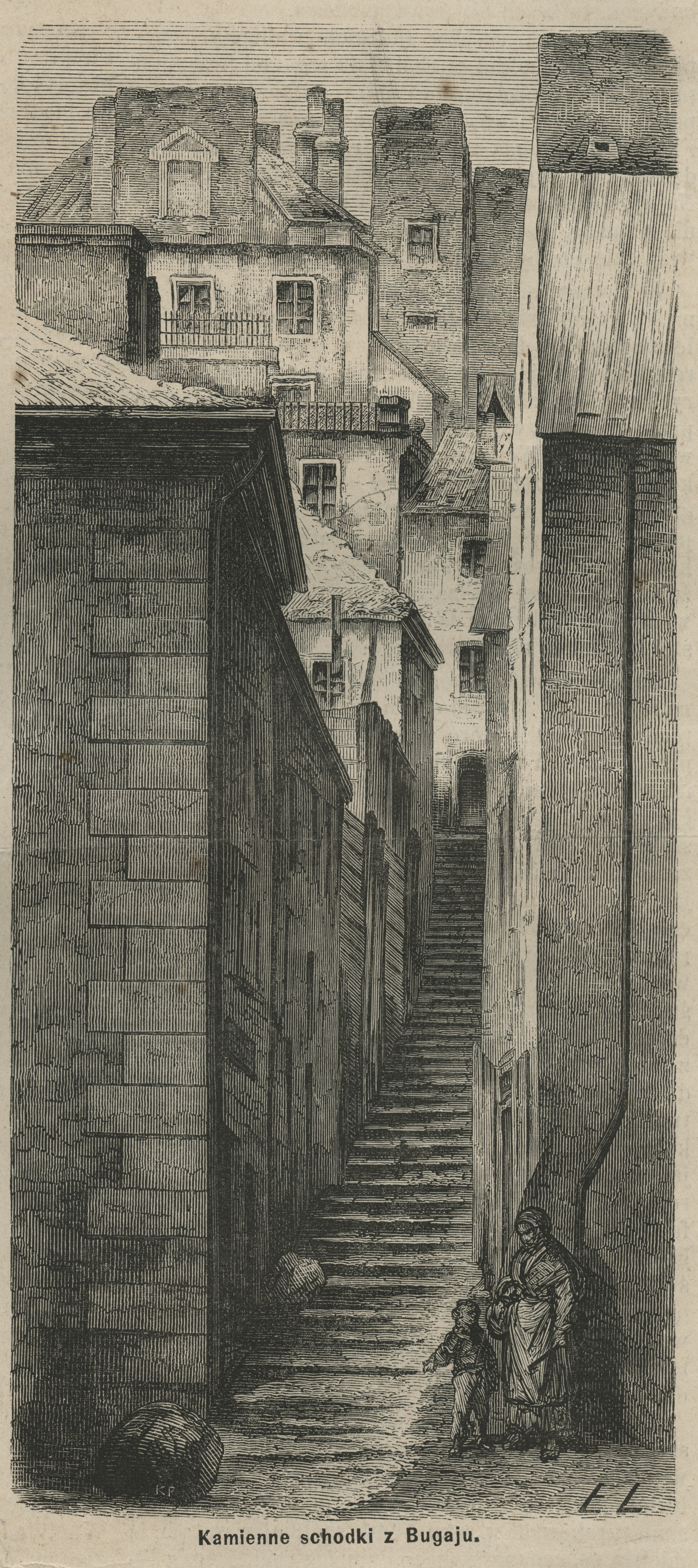
Kamienne Schodki w 1869 widziane z ul. Bugaj
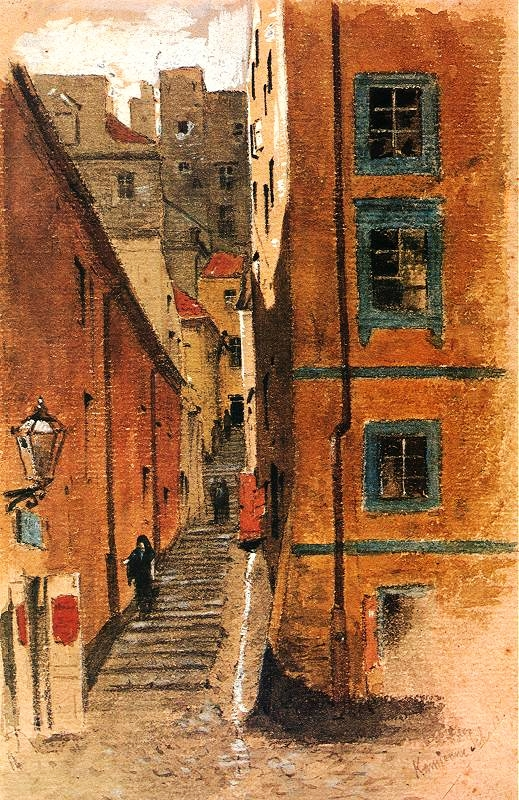
Maksymilian Gierymski, Ulica Kamienne Schodki w Warszawie (1870–1872)
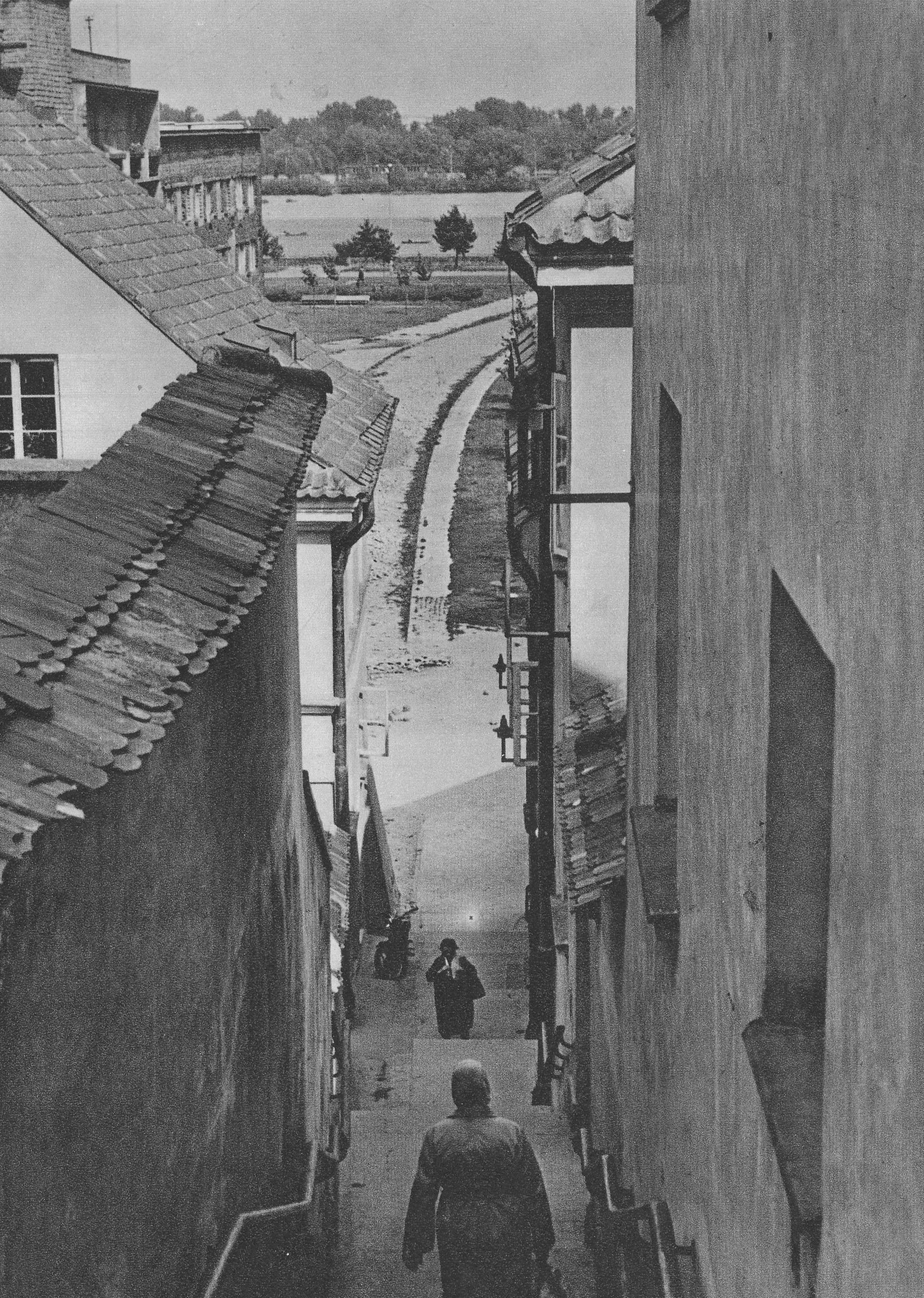
Kamienne Schodki w latach 60. XX wieku
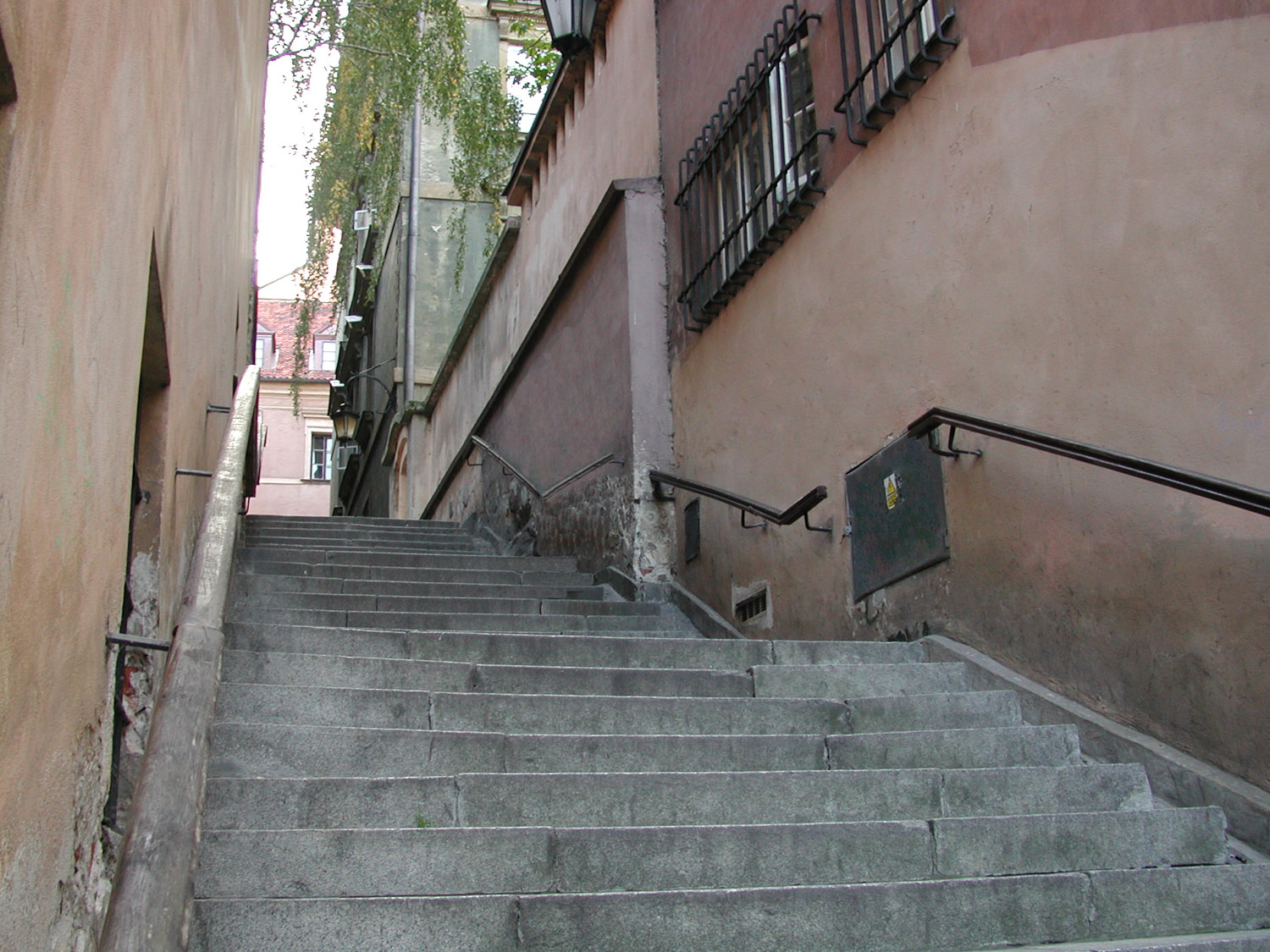
Fragment górnego odcinka ulicy